# Paulus chantant
Paulus chantant va ser una sèrie de cinc curtmetratges muts francesos realitzats l'any 1897 per Georges Méliès, protagonitzats pel popular cantant de cafè-concert Paulus (nom real Jean-Paul Habans, 1845–1908). Les pel·lícules van ser dissenyades per a un cafè-concert en què Paulus cantaria darrere de la pantalla mentre es projectaven les pel·lícules, donant la il·lusió d'una pel·lícula sonora. All five films are currently presumed lost.

## Resum
Els títols d'estrena en anglès i francès, així com els números de catàleg de Star Film Company, de les pel·lícules eren els següents:
- Paulus chantant: Derrière l'Omnibus, 88
- Paulus chantant: Coquin de Printemps, 89
- Paulus chantant: Duelliste marseillais, 90
- Paulus chantant: Père la Victoire
- Paulus chantant: En revenant d'la revue

## Producció i llançament
Paulus, que aleshores s'acostava al final de la seva llarga i celebrada carrera com a animador pro-Boulangista, es va apropar a Méliès amb el concepte de l'acrobàcia. La sèrie va ser filmada al teatre de les il·lusions de Méliès, el Théâtre Robert-Houdin de París i quinze làmpades de vapor de mercuri en la seva configuració, fent de la sèrie Paulus chantant el primer ús conegut de llum artificial en una pel·lícula.
Tres de les pel·lícules (Derrière l'Omnibus, Coquin de Printemps, i Duelliste Marsellais) es van vendre a través dels catàlegs de l'estudi de Méliès, la Star Film Company, pels mercats de cinema francès i esetatunidenc. Els altres dos, que presentaven Paulus cantant himnes de lloança al polèmic personatge polític Georges Ernest Boulanger, es van filmar per a l'actuació del cafè-concert però no s'incloïen al Catàlegs de Star Film, ja que el mateix Méliès era un fervent antiboulangista.